# Nezumia polylepis
Nezumia polylepis är en fiskart som först beskrevs av Alcock, 1889.  Nezumia polylepis ingår i släktet Nezumia och familjen skolästfiskar. Inga underarter finns listade i Catalogue of Life.